# 穆罕默德·納賽爾
穆罕默德·納賽爾（阿拉伯语：‎，1934年3月21日—），突尼西亞政治人物，曾经在2019年代理突尼西亞總統一职。

## 生平
穆罕默德·納賽爾曾经两度出任突尼西亞社會事務部部長一职，第一次是在1970年代至1980年代的哈比卜·布爾吉巴時期，另一次则是在蒙塞夫·馬爾祖基和貝吉·凱德·埃塞卜西的過渡政府時期。
2014年12月4日，經过國民代表大會214名議員选举投票，穆罕默德·納賽爾以176票當選为議長。
2019年7月25日至2019年10月23日，穆罕默德·納賽爾接替任內病逝的貝吉·凱德·埃塞卜西，担任突尼西亞代總統一职。